# Wilhelm Kreis

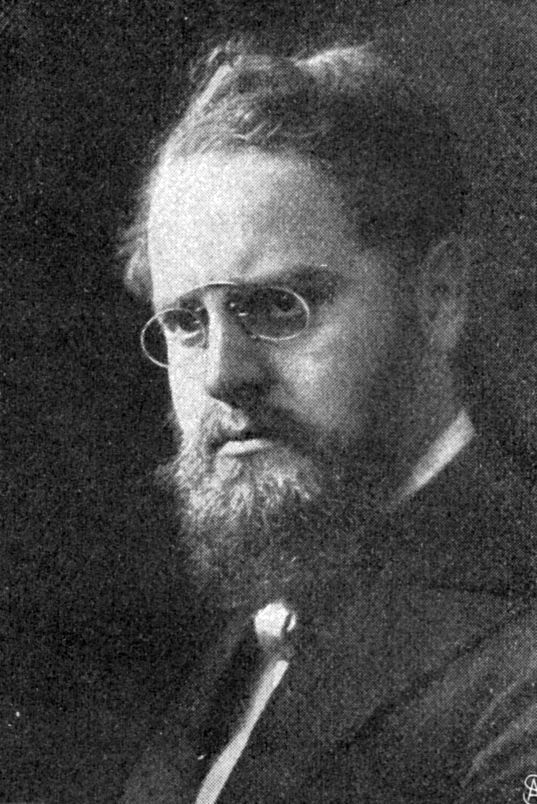
Wilhelm Kreis, ca. 1904

Wilhelm Kreis, ca. 1910

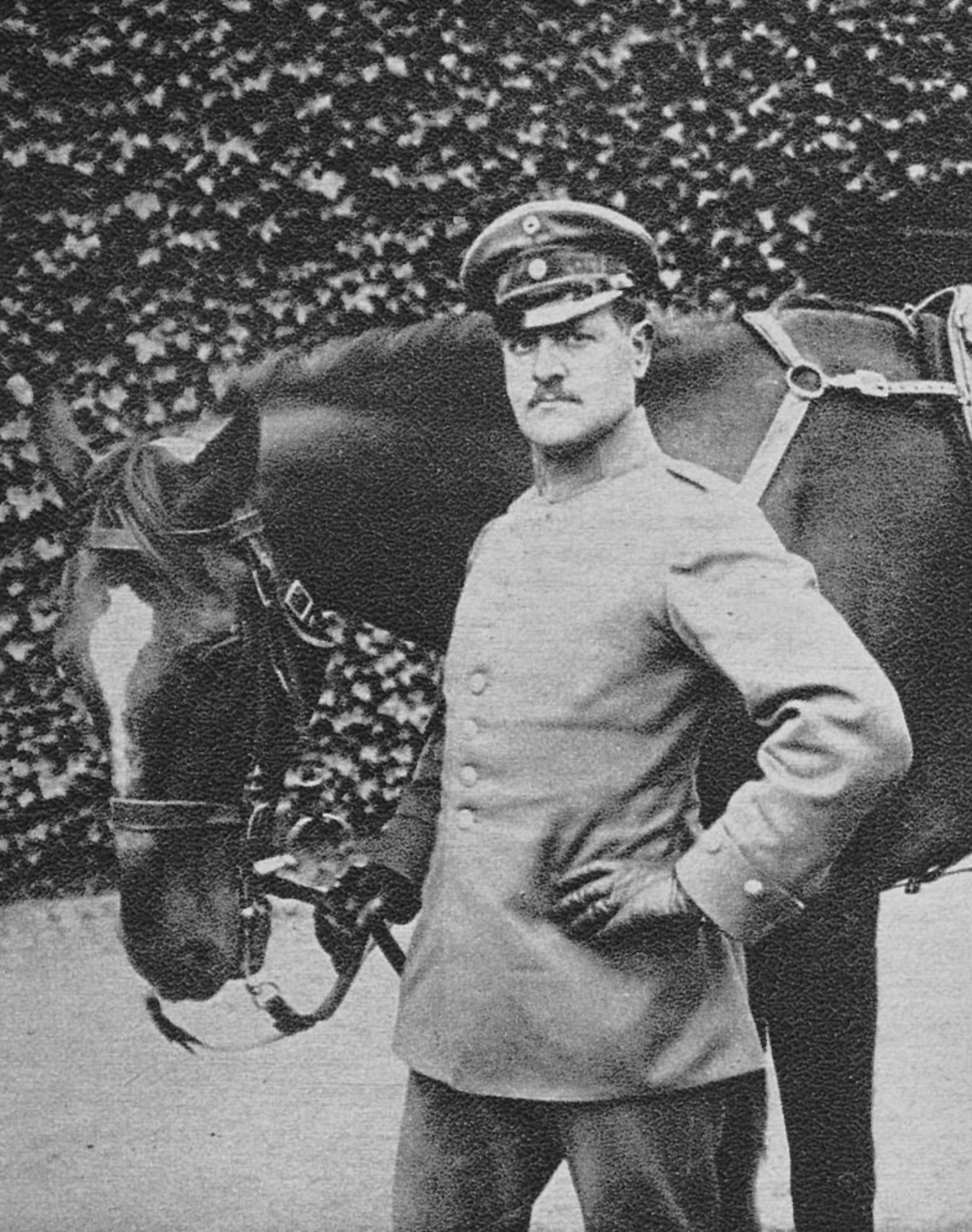
Wilhelm Kreis tätig als Festungsbaumeister (Belgien, Juni 1915)

Wilhelm Kreis (* 17. März 1873 in Eltville am Rhein; † 13. August 1955 in Bad Honnef; mit vollem Namen Wilhelm Heinrich Kreis) war ein deutscher Architekt und Hochschullehrer, der als Direktor der Kunstgewerbeschule Düsseldorf, der Kunstakademie Düsseldorf und der Kunstakademie Dresden Einfluss auf die Entwicklung der deutschen Architektur hatte. Zu Beginn seiner Karriere schuf er den Typenentwurf Götterdämmerung, nach dem 47 Bismarcktürme errichtet wurden.

## Leben

### Erste Jahre
Geboren wurde Wilhelm Kreis am 17. März 1873 in Eltville im Rheingau als sechstes von neun Kindern. Der Vater war Landmesser, die Vorfahren Winzer.
Nach dem Abitur zu Ostern 1893 am Realgymnasium in Wiesbaden studierte er Architektur, zunächst bis 1894 an der Technischen Hochschule München. Besonders beeinflusste ihn nach eigenen Angaben August Thiersch, der dort Baukunst der Antike unterrichtete. Nach dem Vordiplom wechselte Kreis zunächst zur Technischen Hochschule Karlsruhe, dann zur Technischen Hochschule (Berlin-)Charlottenburg, danach zur Technischen Hochschule Braunschweig, wo er im Jahre 1897 sein 1. Staatsexamen ablegte und auch seine spätere Frau kennenlernte. Im Frühjahr 1898 erhielt Kreis den Großen Staatspreis der Preußischen Akademie der Künste. Im Dezember 1899 heiratete der aus einem streng katholischen Milieu stammende Kreis die evangelische Hedwig geb. Hähn, Tochter eines Braunschweiger Unternehmers. Der größte Teil seiner eigenen Verwandtschaft brach wegen der gemischt-konfessionellen Ehe mit ihm, er integrierte sich umso stärker in die Familie seiner Frau und deren soziales Umfeld.

### Erste Arbeiten
Als 23 Jahre alter Student beteiligte er sich am Architekturwettbewerb für das monumentale Völkerschlachtdenkmal in Leipzig. Er erhielt den 1. Preis; den Auftrag für den Bau des Denkmals erhielt allerdings Bruno Schmitz. Anschließend wurde Kreis Mitarbeiter von Hugo Licht beim Wettbewerb für das Neue Rathaus in Leipzig. Ab 1898 war er Assistent von Paul Wallot an der Kunstakademie Dresden und unterstützte ihn beim Bau des Ständehauses in Dresden, dessen Sitzungssaal er entwarf.
1899 gewann er beim Wettbewerb für Bismarcktürme, den die Deutsche Studentenschaft ausgeschrieben hatte, unter 320 eingereichten Entwürfen die drei ersten Preise. In den folgenden Jahren wurden 47 dieser Denkmäler nach seinem siegreichen Typen-Entwurf „Götterdämmerung“
gebaut, elf weitere Bismarcktürme nach anderen, individuellen Entwürfen von Kreis ausgeführt. 1902 entwarf er auch das Burschenschaftsdenkmal bei Eisenach.

### Dresdner Jahre 1902–1908

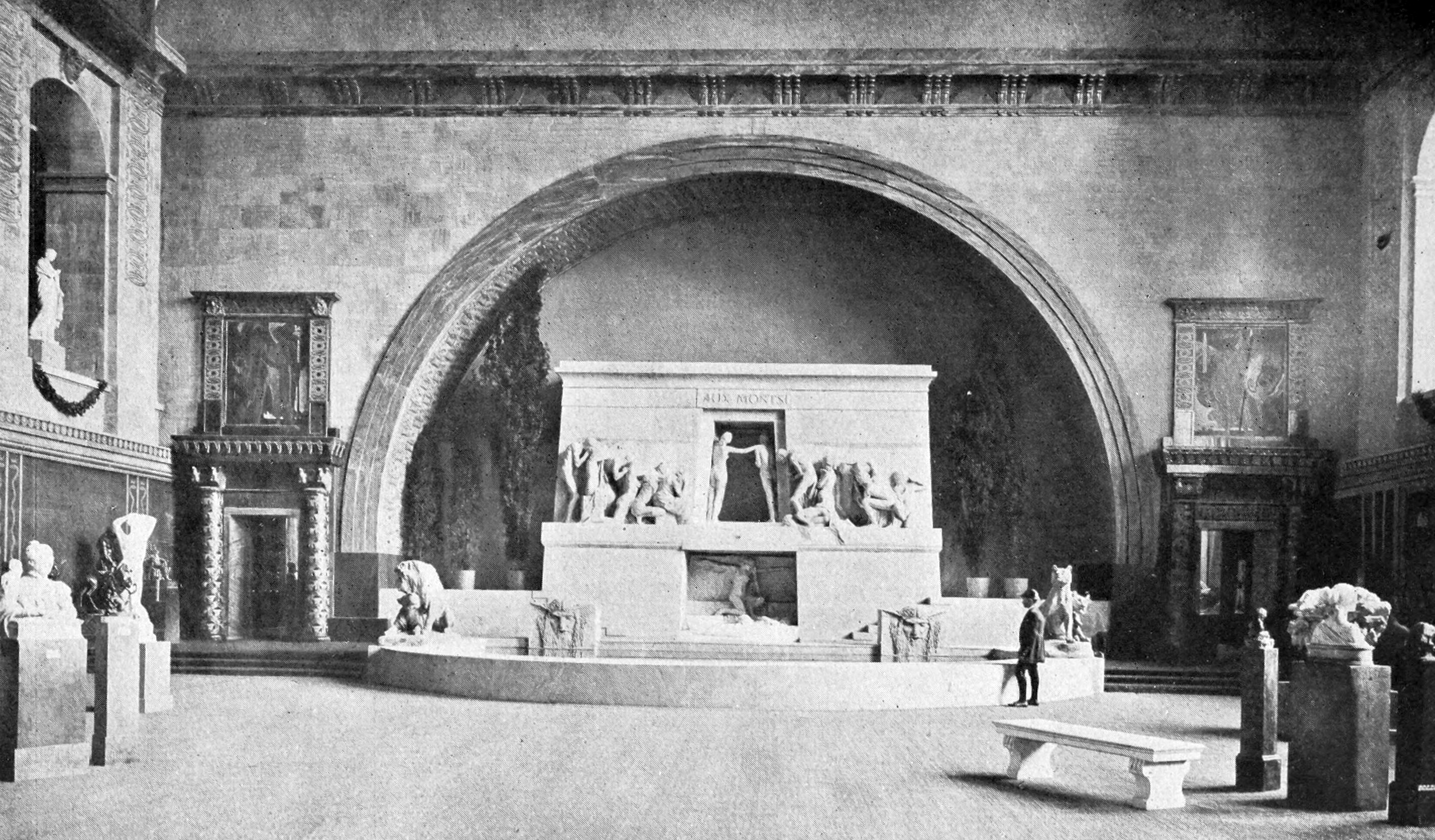
Große Halle des Städtischen Ausstellungspalasts Dresden 1901 mit der Raumgestaltung von Kreis

1902 wurde Kreis zum Professor für Raumkunst an der Kunstgewerbeschule Dresden ernannt. Als Schüler von Paul Wallot stand Kreis dort zunächst unter dem Einfluss der lokalen Barock-Tradition. Sein erstes großes Projekt in Dresden war der Neubau der Friedrich-August-Brücke (1907–1910). Der Vorgängerbau, die Augustusbrücke, war ein Werk des Dresdner Baumeisters Daniel Pöppelmann (1728–1730) und musste trotz aller denkmalpflegerischen Einwände einem Neubau weichen, weil sie den wachsenden Verkehrsansprüchen nicht mehr genügte. Kreis entwickelte in enger Anlehnung an das historische Vorbild einen Neubau in moderner Konstruktion, dieser Kompromiss fand breite Zustimmung. Die mit Naturstein verkleidete Eisenbeton-Konstruktion ermöglichte anstelle der 18 engen Bögen nun lediglich neun weitgespannte Öffnungen, was sowohl der Schifffahrt als auch dem Hochwasser-Abfluss zugutekam.
In diesen Jahren hielt sich Kreis häufig gemeinsam mit dem Jugendstilmaler und Illustrator der Karl-May-Bände Sascha Schneider sowie dem Bildhauer Selmar Werner bei dem befreundeten Karl May in dessen Villa Shatterhand in Radebeul auf. Auch Graf Kuno von Hardenberg nahm an derartigen Künstlertreffen teil.

### Düsseldorfer Jahre
Im Juni 1908 wurde Kreis als Nachfolger von Peter Behrens zum Direktor der Kunstgewerbeschule Düsseldorf berufen. In seiner Düsseldorfer Zeit trat die neobarocke Zierform zugunsten einer mehr zweckbestimmten Nutzform zurück, dennoch wirkten barocke Reminiszenzen nach, beispielsweise im Verwaltungsgebäude für die Emschergenossenschaft in Essen und im Wohn- und Atelierhaus für den Maler Fritz Reusing in Düsseldorf. 1910 gewann Kreis einen Architekturwettbewerb für den Bau des Stettiner Bismarckturms.
In seinen Entwürfen für das Offiziersgenesungsheim (heute Schlosshotel) Bühlerhöhe 1911 und für das Rathaus Herne 1912 kehrte Kreis letztmals zu seinen neubarocken Wurzeln zurück. Weitere bedeutende Bauten Kreis’ in den letzten Jahren vor dem Ersten Weltkrieg sind die Warenhäuser für die Leonhard Tietz AG in Köln und Elberfeld, für das Warenhaus Geschwister Knopf in Karlsruhe sowie für die Theodor Althoff AG in Dortmund und Essen. 1915 meldete sich Kreis im Ersten Weltkrieg als Kriegsfreiwilliger, wurde an der Somme verwundet, mit dem Eisernen Kreuz II. und I. Klasse ausgezeichnet und 1917 zum Leutnant der Reserve befördert.
Die Architektur-Abteilung der Kunstgewerbeschule ging 1920 auf die Düsseldorfer Kunstakademie über, aus ihren Lehrern wurden dabei Akademie-Professoren. Kreis’ bekanntester Schüler in der Architekturklasse der Akademie war der junge, als hochbegabt geltende Arno Breker – späterer Lieblingsbildhauer Adolf Hitlers – mit dem Kreis nicht nur eine lebenslange Freundschaft verband, sondern auch enge Zusammenarbeit während der Zeit des Nationalsozialismus, als Kreis zum Stab des Generalbauinspektors für die Reichshauptstadt (GBI) Albert Speer gehörte. Ein weiterer Schüler war der Architekt Bernhard Wielers.

### Dresdner Jahre ab 1926
1926 wechselte Kreis als Nachfolger von Heinrich Tessenow an die Kunstakademie Dresden.
Während die Avantgarde in der Weimarer Republik die Formen- und Ausdruckssprache des Neuen Bauens entwickelte, ging auf Seiten der konservativen Architekten, zu denen Wilhelm Kreis zählte, die Bemühung aus der Vorkriegszeit um monumentalen, repräsentativen und „deutschen“ Ausdruck in der Architektur weiter. Kreis, 1929 mit der Ehrendoktorwürde der Technischen Hochschule Dresden ausgezeichnet, war neben Paul Bonatz der wohl renommierteste Architekt dieser Zeit. Zu den wichtigsten Werken dieser Epoche im Werk von Kreis zählen das Wilhelm-Marx-Haus (1922–1924) und die sog. „Dauerbauten“ der GeSoLei in Düsseldorf (1925–1926) sowie das Deutsche Hygiene-Museum in Dresden (1927–1930). Im Juni 1926 – während der GeSoLei – wurde Kreis in Düsseldorf zum Präsidenten des Bundes Deutscher Architekten (BDA) gewählt; er bekleidete dieses Amt bis zum Frühjahr 1933, als er durch den gleichaltrigen, dem Nationalsozialismus nahestehenden Eugen Hönig ersetzt wurde. Die generelle Wertschätzung seiner Kollegen manifestierte sich jedoch in der Ernennung zum Ehrenpräsidenten, der er bis zur endgültigen Gleichschaltung des BDA 1935 blieb.

### Zeit des Nationalsozialismus

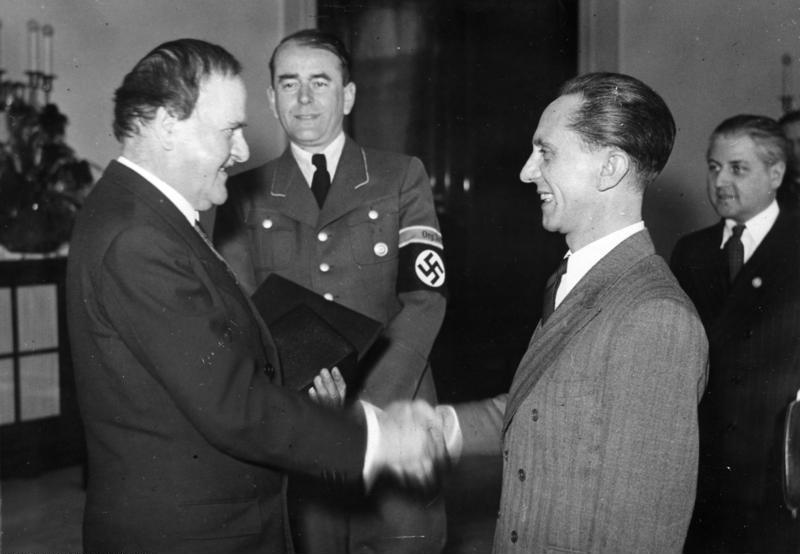
Kreis (links) erhielt 1943 zu seinem 70. Geburtstag von Joseph Goebbels den Adlerschild, im Hintergrund Albert Speer und der Vizepräsident der Reichskulturkammer Leopold Gutterer

Nachdem 1933 die Nationalsozialisten die Macht übernommen hatten, gehörte Kreis zwar weiterhin zu den renommiertesten Architekten Deutschlands, verlor aber die BDA-Präsidentschaft und mehrere große Aufträge. Wegen seiner früheren umfangreichen Tätigkeit für „jüdische“ Bauherren schien er vorübergehend ins Abseits geraten zu sein. Kreis reklamierte später zum Beweis einer „kritischen“ Lebenssituation nach 1933 auch die Verwandtschaft seiner Frau mit der Familie der politisch missliebigen Schriftstellerin Ricarda Huch. Doch schon bald ließ Kreis sich von den Nationalsozialisten vereinnahmen. Zum 1. Mai 1933 trat er in die NSDAP ein (Mitgliedsnummer 2.456.983). Er entwarf das Gauforum Dresden auf den Güntzwiesen (1935), das Luftgaukommando Dresden (1937) und Erweiterungsbauten für die Dresdner Oper (1938).
Außerdem arbeitete er unter der Regie von Hitlers Protegé Albert Speer, der Kreis sehr schätzte, an den Monumentalanlagen für die geplante „Welthauptstadt Germania“. Hier entwarf er u. a. die Neubauten für das Oberkommando des Heeres (OKH) mit der Soldatenhalle, das neue Reichsverkehrsministerium sowie Neubauten für das Ägyptische Museum, das Museum des 19. Jahrhunderts, das Germanische Museum und das Weltkriegsmuseum. Wegen des Kriegs kam keiner dieser Entwürfe über das Planungsstadium hinaus.
Kreis wurde 1938 zum Reichskultursenator der bildenden Künste ernannt. Er leitete bis 1941 die Architekturabteilung der Dresdener Kunstakademie (1931/1932; 1940/1941 auch Rektor) und wurde im Anschluss daran 1941 von Hitler zum Generalbaurat für die deutschen Kriegerfriedhöfe ernannt. In dieser Eigenschaft entwarf er zahlreiche Ehrenmäler und sogenannte Totenburgen, darunter das Ehrenmal der Panzerarmee Afrika und eine monumentale Totenburg am Dnepr. Auch von diesen Bauten wurde keiner ausgeführt. 1943 wurde Kreis als Nachfolger von Adolf Ziegler Präsident der Reichskammer der bildenden Künste; dieses Amt hatte zuvor Eugen Hönig, 1933 Kreis’ Nachfolger als BDA-Präsident, bekleidet – ein letztes, augenfälliges Indiz für Kreis’ „Wiederaufstieg“ nach 1933. Im August 1944, in der Endphase des Zweiten Weltkriegs, wurde Kreis von Adolf Hitler in die Sonderliste der „Gottbegnadeten“ mit den zwölf wichtigsten bildenden Künstlern aufgenommen, wodurch er von jeglichem Kriegseinsatz, auch an der „Heimatfront“ bewahrt wurde. Kurz zuvor war er von Albert Speer in den Arbeitsstab für den Wiederaufbau bombenzerstörter Städte berufen worden.
Der Bildhauer Arno Breker verewigte Kreis in zwei Porträtbüsten. Die Büste in Carrara-Marmor stiftete Breker in Verehrung für seinen Lehrer und späteren Freund nach 1945 für die von Kreis erbaute heutige Tonhalle in Düsseldorf. Dort ist die Büste öffentlich ausgestellt. Ein Originalgips der Büste befindet sich in der Museum-Sammlung Arno Breker im Kunst-Museum, Sammlung Europäische Kunst Schloss Nörvenich.

### Nachkriegszeit
Nach Kriegsende zog Kreis 1949 nach Bad Honnef in die Nachbarschaft seines in der Burg Arntz wohnhaften Neffen und Patenkinds Helmut Arntz, der auch sein Erbe werden sollte, da Kreis und seine Frau kinderlos geblieben waren. Er erhielt trotz seines fortgeschrittenen Alters einige weitere Aufträge, z. B. die Dortmunder Filiale der Landeszentralbank, Wohnanlagen, Hotels sowie das nicht ausgeführte Gesundheitsmuseum in Köln, und war unbeschadet seiner Verstrickungen in die nationalsozialistische Kulturpolitik ein gefragter Gesprächspartner, der über beste gesellschaftliche Kontakte verfügte – auch zu Kollegen wie Bruno Paul, die zum Nationalsozialismus kritische Distanz gehalten hatten. Er ist in dieser Hinsicht ein Beispiel für die personellen Kontinuitäten, die beim Neuanfang 1945 in Kauf genommen wurden.
Kreis erhielt sogar das Große Verdienstkreuz des Verdienstordens der Bundesrepublik. Er erlangte jedoch für die Entwicklung der Architektur im Deutschland der 1950er Jahre nicht mehr annähernd die Bedeutung, die er in den Jahrzehnten zuvor gehabt hatte. Kreis wurde auf dem Neuen Friedhof in Bad Honnef beigesetzt.

## Bauten

### Bauten und Entwürfe

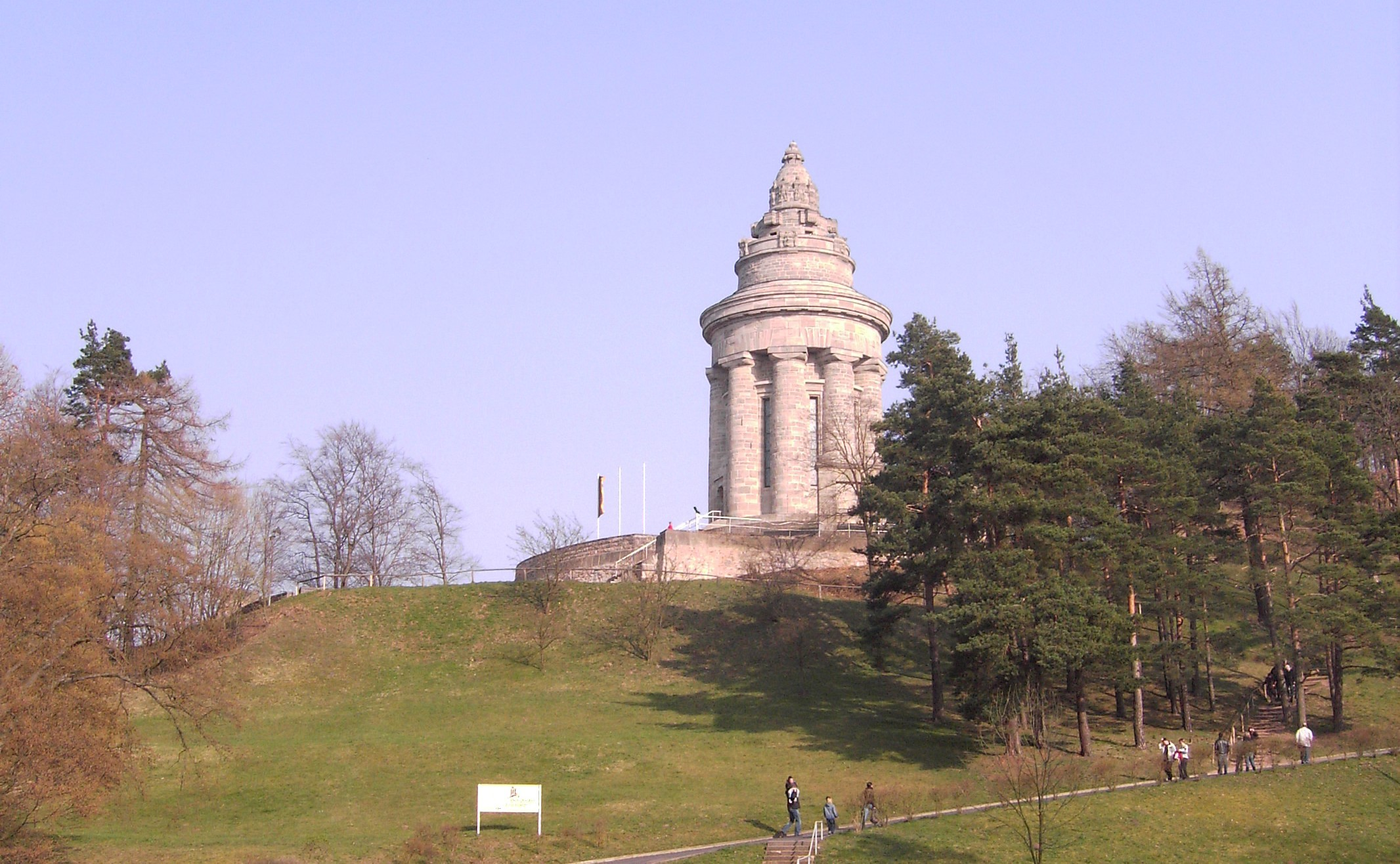
Burschenschaftsdenkmal in Eisenach, 1902

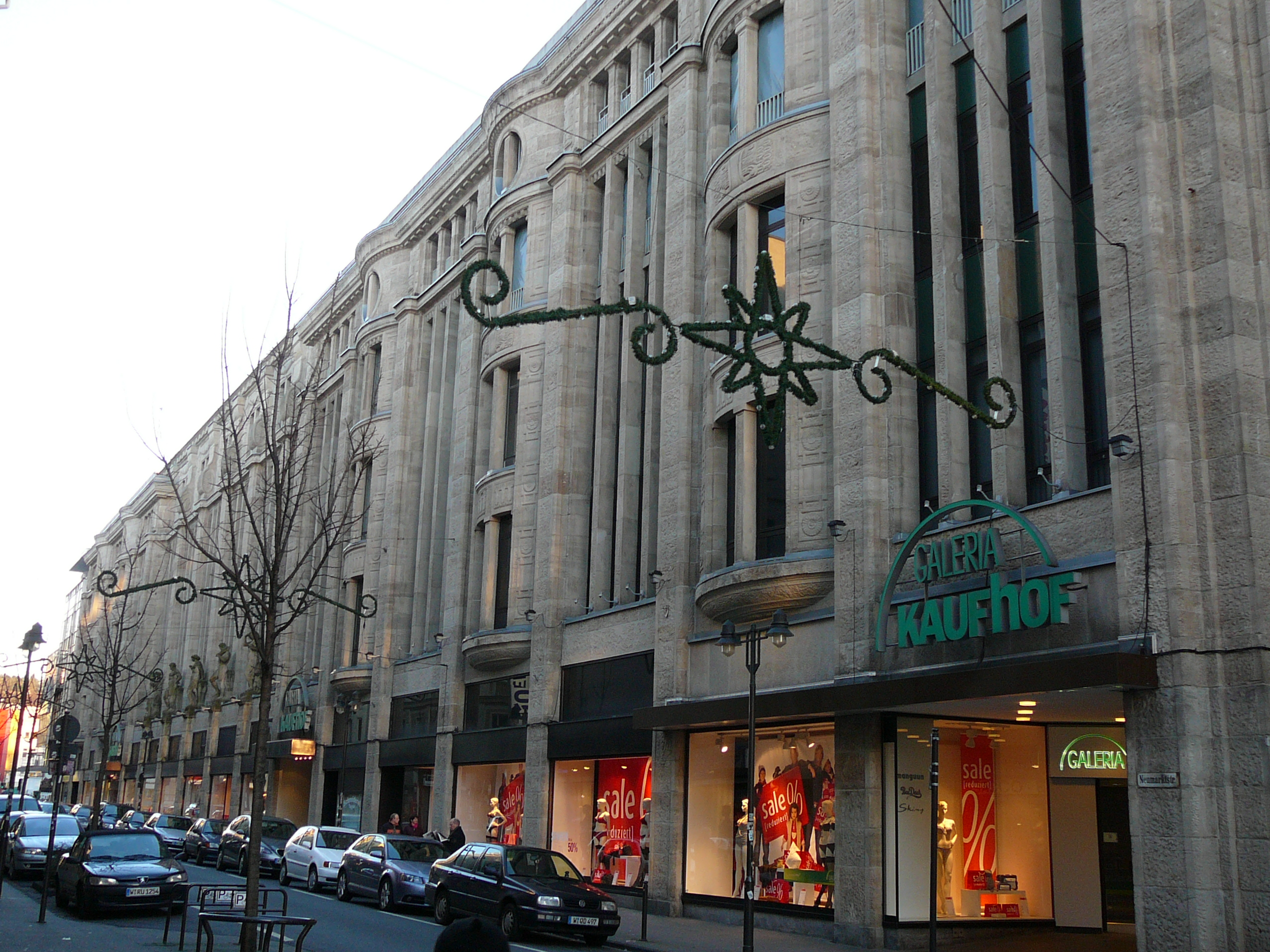
Kaufhaus Tietz in Wuppertal-Elberfeld, heute Kaufhof, 1911–1912

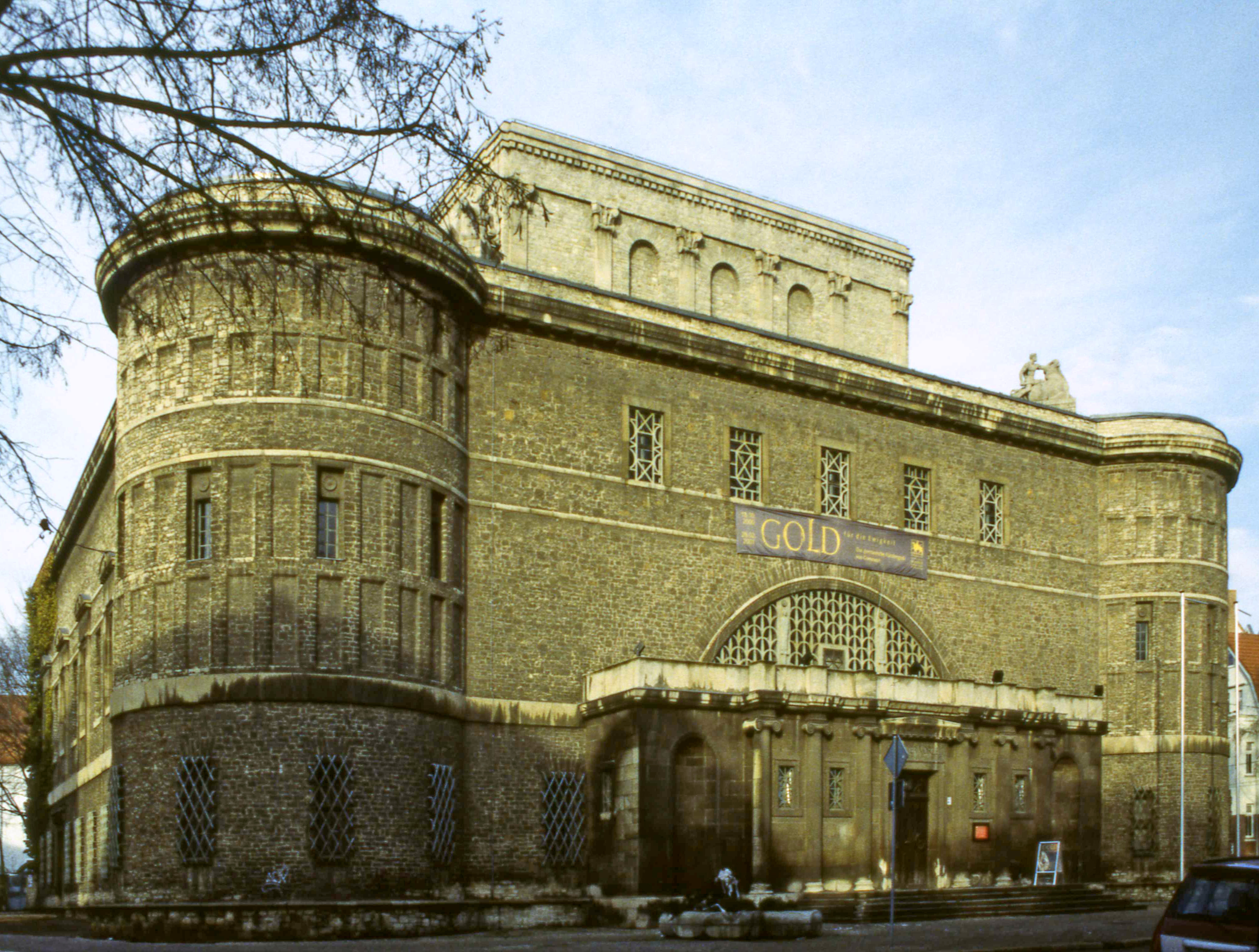
Landesmuseum für Vorgeschichte in Halle (Saale), 1911–1913

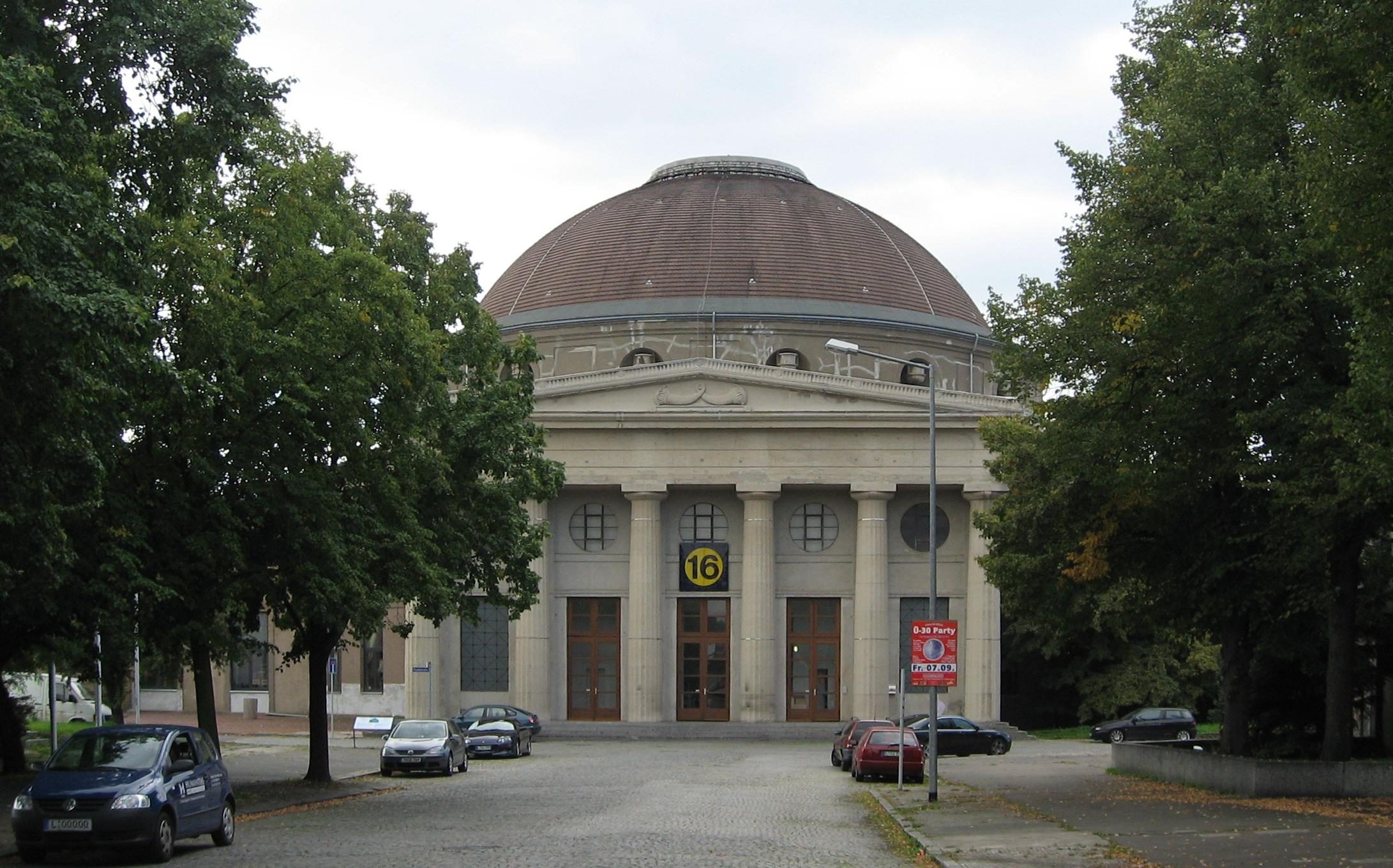
Betonhalle in Leipzig, 1913

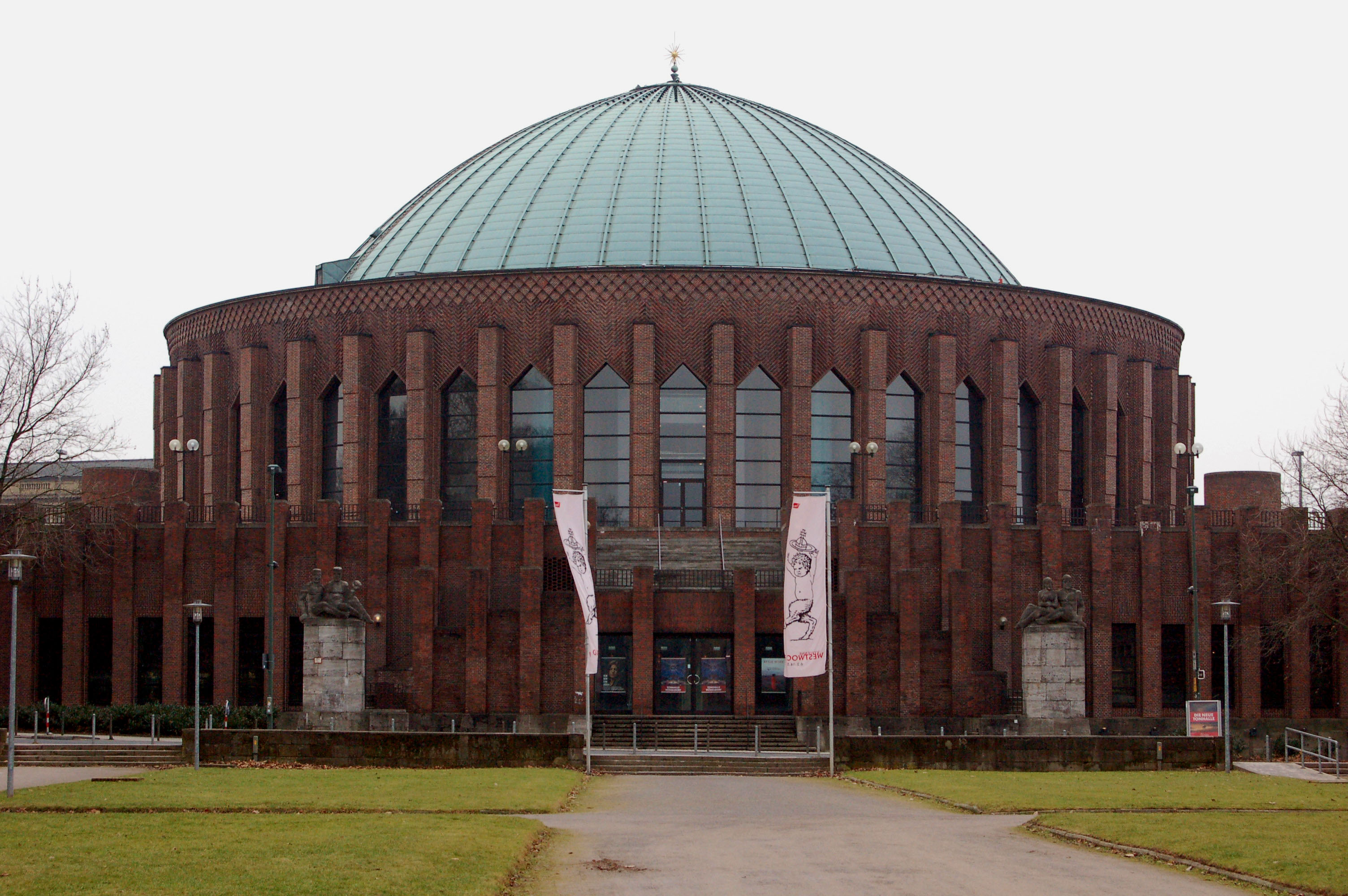
Rheinhalle, heutige Tonhalle, in Düsseldorf, 1926

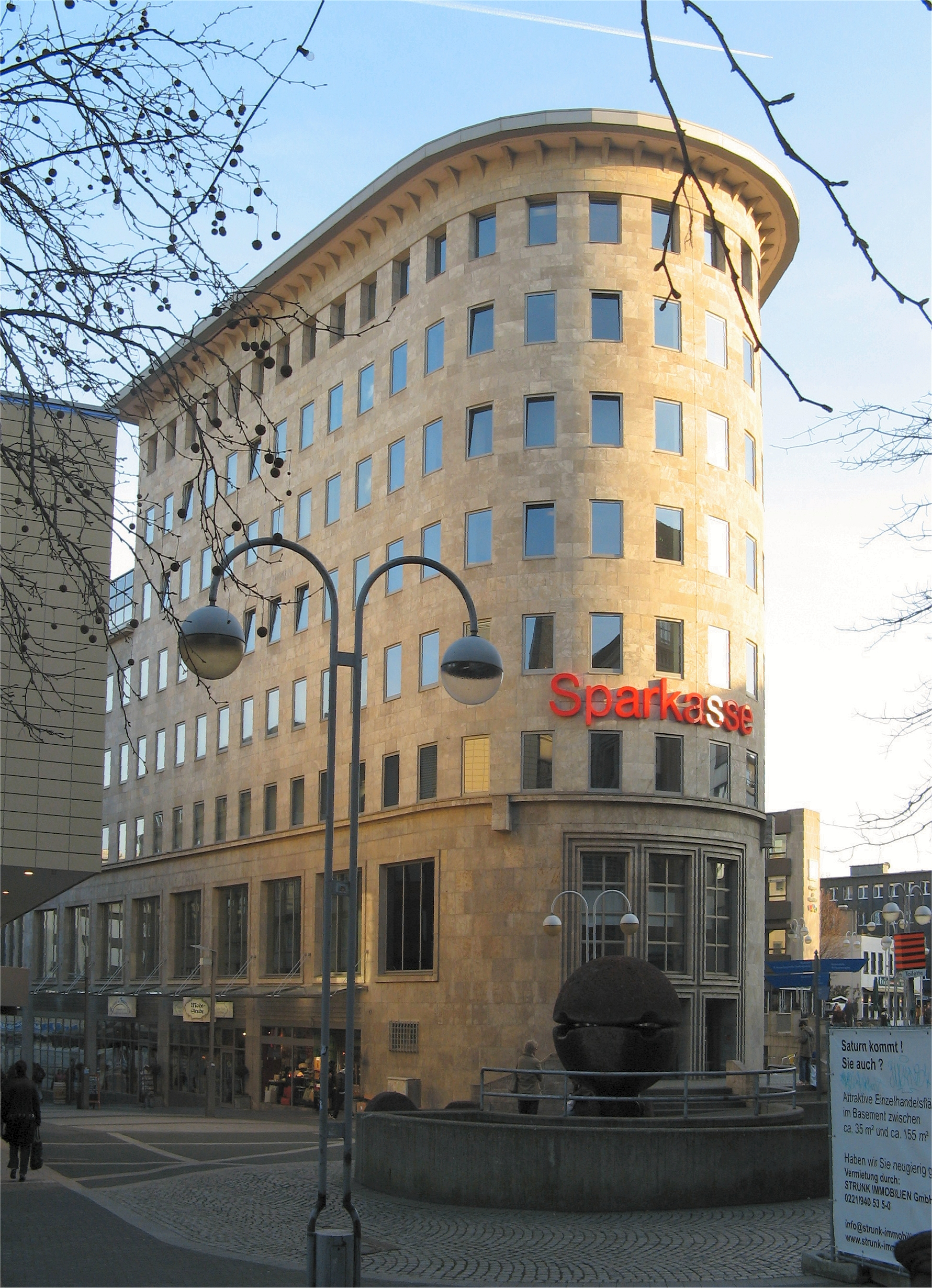
Sparkasse Bochum, 1929

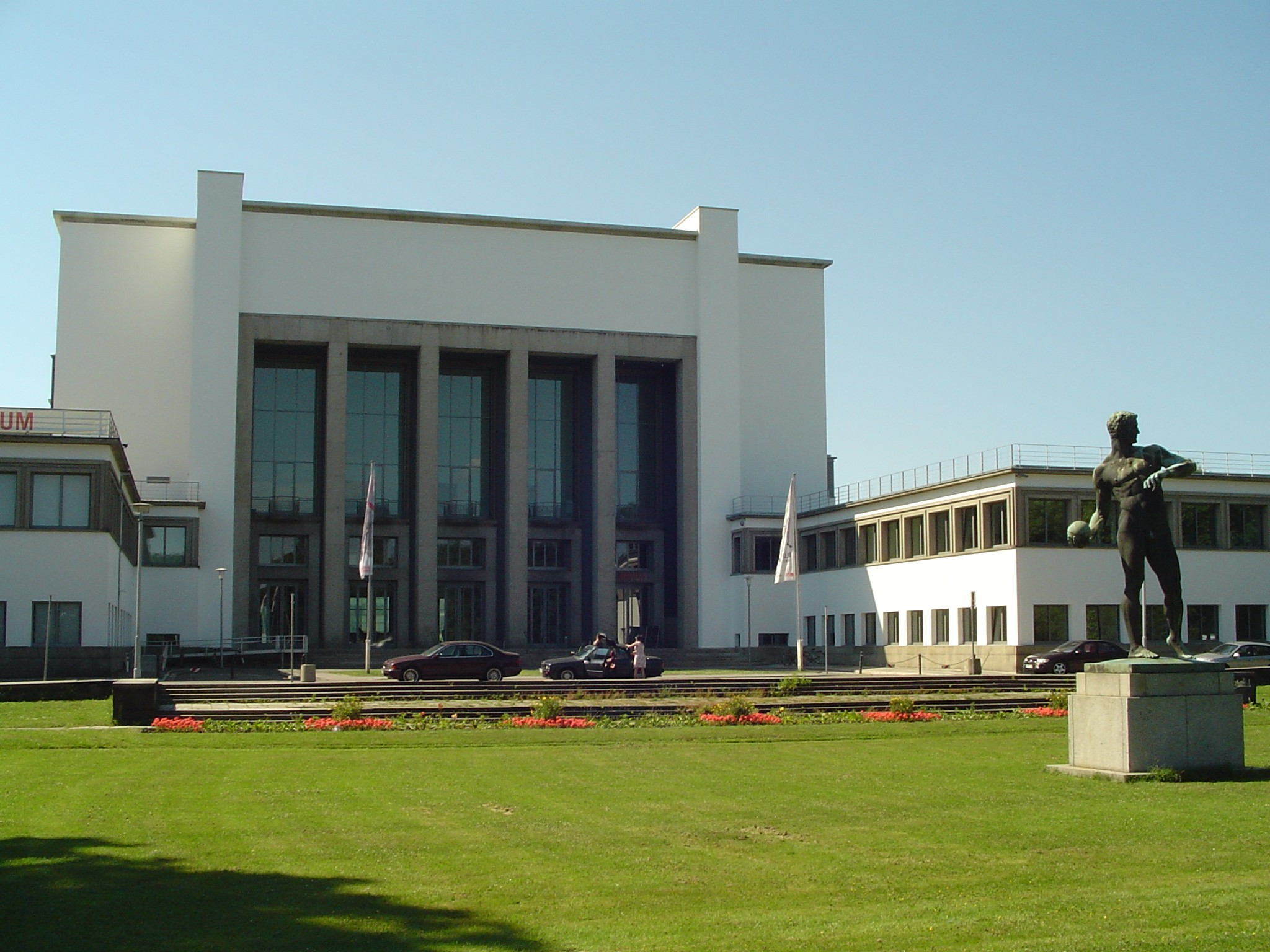
Deutsches Hygienemuseum in Dresden, 1930

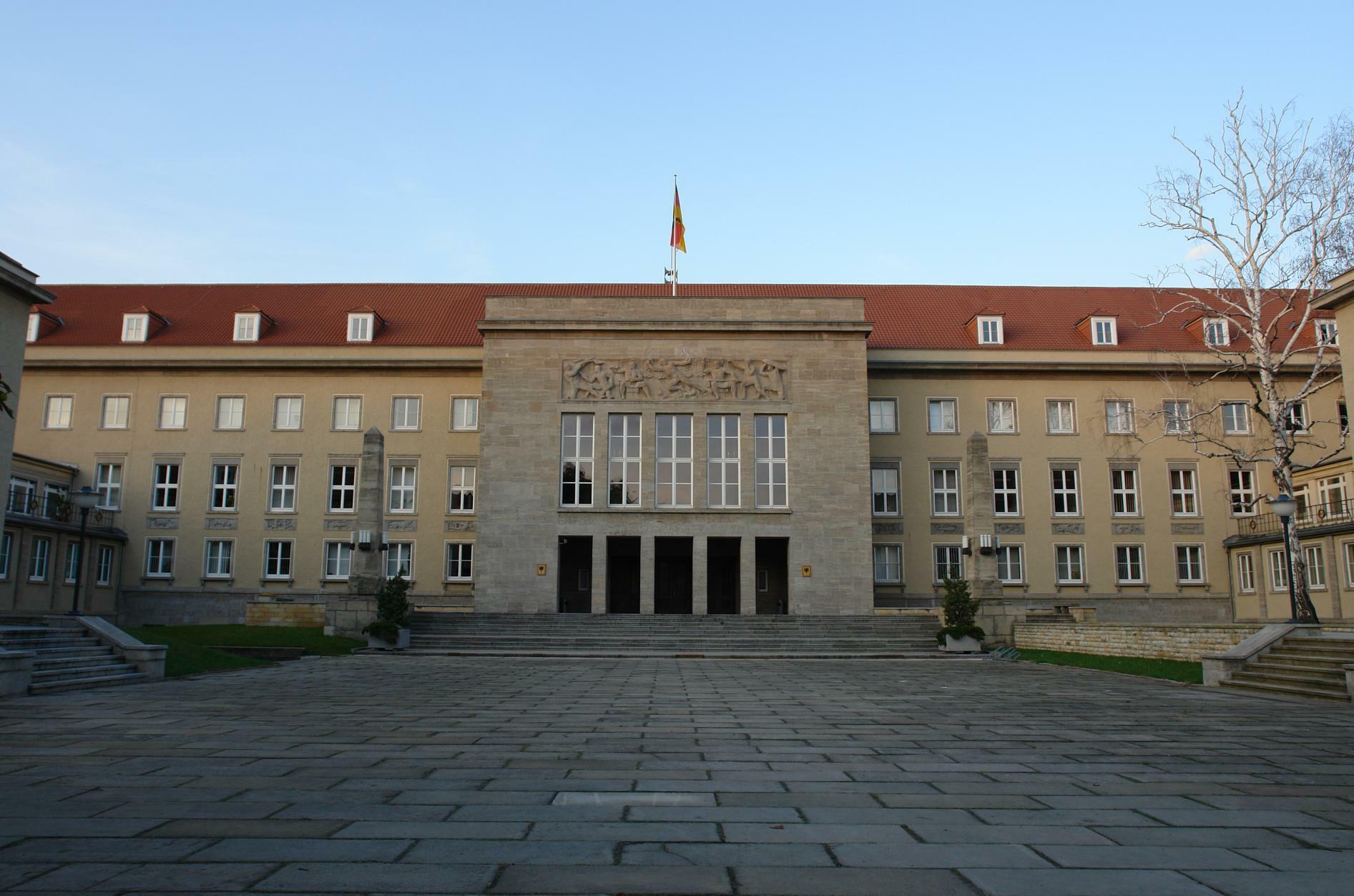
Luftgaukommando in Dresden, 1937–1938

- 1900: Umbau und Neuausstattung einer Villa für den Unternehmer Karl August Lingner in Dresden, Leubnitzer Straße 30
- 1900–1902: Grabmal für den Oberregisseur Christel Richelsen und den Privatier Fritz Buckmann auf dem Johannisfriedhof in Dresden-Tolkewitz (erhalten, 2015 saniert)
- 1900–1902: Burschenschaftsdenkmal in Eisenach (erhalten)
- 1901–1903: Grabmal für Regierungsbaumeister Wilhelm May auf dem Johannisfriedhof in Dresden-Tolkewitz (zusammen mit dem Bildhauer Selmar Werner; erhalten)
- 1904–1909: Herrensitz der späteren Gräfin Berta von Sierstorpff auf der Königsklinger Aue vor Heidesheim am Rhein (erhalten, unter Denkmalschutz)[7]
- 1904–1905: Wohnhaus für Johann Edmund Hottenroth in Wachwitz[8]
- 1906: Neuausstattung der Villa Stockhausen für Karl August Lingner
- um 1907: Grabmal für Familie Lupprian auf dem Hauptfriedhof in Braunschweig (mit Veränderungen erhalten)
- um 1907: Grabmal der Familie Netto-Aselmeyer auf dem Johannisfriedhof in Dresden-Tolkewitz (zusammen mit seinem Bruder Fritz Kreis; erhalten)
- 1907–1908: Umbau eines Wohnhauses für den Kaufmann Robert Wollner, heute Villa Wollner, in (Dresden-)Wachwitz (Elbe), Am Steinberg
- 1907–1910: Friedrich-August-Brücke in Dresden (erhalten)
- 1908–1910: Verwaltungsgebäude der Emschergenossenschaft in Essen, Kronprinzenstraße (mit Veränderungen erhalten)
- 1909: Aussichtsplattform mit Treppe und Bank am Hermannsdenkmal[9]
- 1909: Grabmal für Antoinette und Friedrich Zinzen auf dem Nordfriedhof in Düsseldorf (erhalten)[10]
- 1909: Grabmal für Familie Rudolph Brach auf dem Friedhof Ohlsdorf in Hamburg (erhalten)[11][12]
- 1909: Wohnhaus mit Atelier für den Maler Fritz Reusing in Düsseldorf, Venloer Straße (nicht erhalten)
- 1909–1910: Wohnhaus für den Textilfabrikanten Alex Oppenheimer in Krefeld, Uerdinger Straße
- 1910: Grabmal für die Familie Friedrich Soeding in Witten, auf dem evangelischen Friedhof (unter Denkmalschutz)[13]
- 1910–1911: Erweiterungsbau des Warenhauses der Theodor Althoff AG (seit 1920: Rudolph Karstadt AG) in Dortmund, Hansaplatz (Fassade mit Veränderungen erhalten)
- 1911?: Ehrenmal für 349 tödlich verunglückte Bergarbeiter der Zeche Radbod in (Hamm-)Hövel (Westfalen)[14][15]
- 1911–1912: Warenhaus der Theodor Althoff AG (seit 1920: Rudolph Karstadt AG) in Essen, Limbecker Platz (letzte Überreste 2008 zugunsten des Einkaufszentrums Limbecker Platz abgerissen)
- 1911–1912: Rathaus der Stadt Herne, Friedrich-Ebert-Platz 1 (erhalten mit originaler Ausstattung des Ratssaals, des Magistratssaals und des Trauzimmers)
- 1911–1912: Warenhaus der Leonhard Tietz AG in Elberfeld (heute zu Wuppertal), Neumarktstraße (teilweise erhalten)
- 1911–1913: Umbau der Burg Arntz in Bad Honnef für seinen Schwager Emil Arntz
- 1911–1913: Museum für deutsche Vorgeschichte in Halle (Saale), Rosa-Luxemburg-Platz (erhalten)
- 1911–1914: Offiziers-Genesungsheim, später „Schlosshotel Bühlerhöhe“, bei Bühlertal (Schwarzwald) (erhalten)[16][17]
Wegen Finanzierungsproblemen wurde das ursprüngliche Konzept durch Curt Karl Rüschhoff (1887–1969) und Hans Woltmann, zwei ehemalige Mitarbeiter von Wilhelm Kreis, in reduzierter Form verwirklicht.
- 1912: Büro- und Geschäftshaus „Palatium“ in Köln, dreieckiger Baublock Hohe Straße 55–61 / Schildergasse 1–5 / Gürzenichstraße 1–5 (Flügel Hohe Straße / Schildergasse im Zweiten Weltkrieg zerstört und modern wiederaufgebaut)[18]
- 1912–1913: Warenhaus der H. & C. Tietz AG (vulgo Hermann Tietz / Hertie) in Chemnitz, Bahnhofstraße (erhalten, heute Kulturzentrum DAStietz)
- 1912–1913: Ausstellungshalle (Halle 12, später Halle 16), „Betonhalle“ genannt, für die Internationale Baufach-Ausstellung 1913 in Leipzig, auf dem (ehemaligen) Gelände der Technischen Messe (unter Denkmalschutz)
- 1912–1913: Warenhaus des Einzelhandels-Unternehmens Geschwister Knopf in Karlsruhe, Kaiserstraße (mit Veränderungen erhalten, heute Karstadt)
- 1912–1914: Warenhaus der Leonhard Tietz AG in Köln, Hohe Straße (Fassade mit Veränderungen erhalten, heute Kaufhof)[19]
- 1913–1914: Entwürfe für die Große Ausstellung Düsseldorf 1915 – Hundert Jahre Kunst und Kultur in Düsseldorf-Golzheim (Projekt nach Ausbruch des Ersten Weltkriegs abgebrochen)[20]
- 1913: Kriegerdenkmal für die Gefallenen der Einigungskriege in Emmerich am Rhein
- 1913–1914: „Teehaus“ (auch „Parkhaus“) für die Deutsche Werkbund-Ausstellung 1914 in Köln-Deutz (1957 abgerissen)
- 1913–1914: Wohnhaus für den Maler Walter Petersen in Düsseldorf, Lindemannstraße 42 (verändert, unter Denkmalschutz)
- 1914: Kaufhaus Dhein in Krefeld, Hochstraße 92 (verändert, unter Denkmalschutz)[21]
- 1914: König-Ludwig-Brunnen in Zweibrücken (unter Denkmalschutz)
- 1915: Neubauten der AG für Zellstoff- und Papierfabrikation in Aschaffenburg
- um 1915?: Neubauten für die Farbenfabrik C. F. Beer Söhne in Köln
- 1916: Gefallenen-Denkmal auf dem Westfriedhof in Gent (erhalten)
Zum Gedenken der acht Besatzungsmitglieder, die beim Abschuss des Heeres-Luftschiffs LZ 37 am 7. Juni 1915 über Sint-Amandsberg bei Gent ums Leben kamen; LZ 37 war das erste deutsche Luftschiff im Ersten Weltkrieg, das von einem britischen Flugzeug-Piloten in voller Fahrt von oben durch Abwurf einer Brandbombe abgeschossen wurde. Auftraggeber des Denkmals war 1916 das deutsche Militärbauamt Gent, die Einweihung erfolgte am 7. Januar 1917.[22][23]
- um 1917: diverse Neubauten für die Rheinische Metallwaren- und Maschinenfabrik AG (Rheinmetall) in Düsseldorf
- 1921–1922: Kohlensilo für die Kokerei der Zeche Hannibal in Bochum (um 1975 abgerissen)
- 1922–1923: Kesselhaus der Zeche Vereinigte Constantin der Große in Bochum (um 1975 abgerissen)
- 1922–1924: Büro- und Geschäftshaus „Wilhelm-Marx-Haus“ in Düsseldorf, Heinrich-Heine-Allee (eines der ersten Bürohochhäuser Deutschlands, unter Denkmalschutz, 1984 gleichartig erweitert)
- 1923: Verwaltungsgebäude für das Werk Höntrop des Bochumer Vereins in Bochum-Höntrop, Essener Straße (erhalten)
- 1923–1924: Geschäftshaus der Brennerei Wilhelm Strothmann in Minden, Königswall (verändert, unter Denkmalschutz)
- 1924: Kriegerehrenmal in Hattingen (erhalten)
- 1925: Umbau bzw. Innenausstattung des Kinos „Residenz-Theater“ in Düsseldorf
- 1925: Grabmal für die Familie Leonhard Tietz auf dem Jüdischen Friedhof Bocklemünd in Köln
- 1925–1926: Dauerbauten der Ausstellung GeSoLei in Düsseldorf, Ehrenhof und Joseph-Beuys-Ufer
  - „Rheinhalle“ (als Planetarium nutzbarer Festsaal), seit 1978 „Tonhalle“ (Hauptsaal nach Kriegsschäden 1975–1978 modern erneuert, Fassaden und Foyer erhalten)
  - „Museumsbau 1“, später „Museum Volk und Wirtschaft“, seit 1998 „NRW-Forum Kultur und Wirtschaft“ (mit relativ geringen Veränderungen erhalten)
  - „Museumsbau 2“, später „Kunstmuseum“, seit 2001 „museum kunst palast“ (mit Veränderungen erhalten)
  - Restaurant „Rheinterrasse“ (teilweise umgebaut, Innenraum des „Rheingoldsaals“ unvollständig erhalten)
- 1927: Empfangsgebäude des Bahnhofs Meißen (Überarbeitung eines Entwurfs der Reichsbahn-Bauverwaltung)
- 1927–1930: Deutsches Hygiene-Museum in Dresden, Lingnerplatz (teilweise verändert, unter Denkmalschutz)
- 1927–1928: Kino „Gloria-Palast“ in Bielefeld (Außenbau und Innenausstattung, nach Teilzerstörung im Zweiten Weltkrieg stark verändert, mittlerweile zum Geschäftshaus umgenutzt, Außenbau mit rekonstruierter Fassade erhalten)
- 1928–1929: Bankgebäude für die Kommunalbank Bochum AG (heute: Sparkasse Bochum) in Bochum, Dr.-Ruer-Platz / Schützenbahn (mit Veränderungen erhalten)
- 1929–1932: Staatliches Kurhotel in Bad Schwalbach
- 1930–1931: Klubhaus für den Golfclub Dresden-Bad Weißer Hirsch / Bühlau, heute Bühlauer Waldgärten[24]
- 1937–1938: Verwaltungsgebäude für das Luftkreiskommando III, später Luftgaukommando IV in Dresden-Strehlen, August-Bebel-Straße (erhalten)
- 1940–1941: Erweiterungsbau der Metall- und Lackwarenfabrik Johannes Großfuß in Döbeln, Grimmaische Straße (so genannter „Rotunda-Bau“, erhalten)[25]
- 1950–1952: Bankgebäude der Landeszentralbank in Dortmund, Hiltropwall 16 (erhalten)

### Bismarcktürme

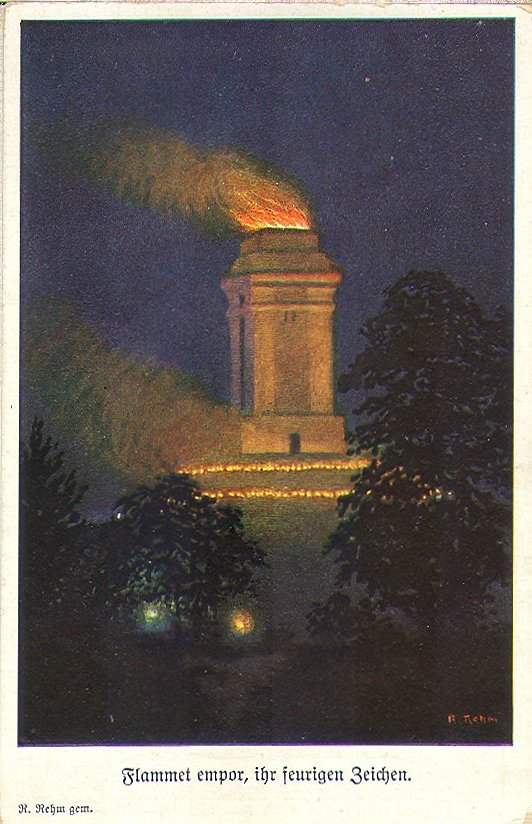
Grafik eines Bismarckturms nach dem Typenentwurf „Götterdämmerung“

#### Entwurf „Götterdämmerung“
Besondere Popularität verdankte Kreis seinem 1899 prämierten Wettbewerbsentwurf „Götterdämmerung“ für einen Bismarckturm der Deutschen Studentenschaft. Eine Auswahl der schätzungsweise mehr als 40 nach diesem Entwurf teilweise mit Abweichungen und oft durch lokale Architekten bzw. Bauunternehmer ausgeführten Bismarcktürme ist hier aufgelistet:
- Bad Ems, auf der Bismarckhöhe (1901) (erhalten)
- Eisenach auf dem Wartenberg (1901–1902) (1963 abgerissen)
- Erfurt, im Steigerwald (1901) (erhalten)
- Galtgarben, Kreis Fischhausen (1906) (1945 abgerissen)
- Gera, auf dem Steinertsberg (1902) (1949 abgerissen)
- Görlitz, auf der Landeskrone (1901) (erhalten)
- Greifswald, auf dem Epistelberg (1900) (älteste Säule, erhalten)
- Hagen, auf dem Goldberg (1900–1901) (erhalten)
- Hanau-Wilhelmsbad (1904) (erhalten)
- Heidelberg, am Heiligenberg (1902) (erhalten)
- Idar-Oberstein, auf dem Wartehübel (1907) (erhalten)
- Insterburg (1913) (Ruine)
- Kassel, auf dem Brasselsberg im Habichtswald (1903/04) (erhalten)
- Kirn an der Nahe, auf dem Gauskopf (1901) (erhalten)
- Bad Kissingen (in der Literatur widersprüchlich datiert) (erhalten)
- Landstuhl, auf dem Kirchberg (1900) (erhalten)
- Marburg, Stadtteilgemeinde Hansenhaus (1903/1904)
- Markneukirchen (1900) (erhalten)
- Ober-Eißeln (bei Tilsit) (1912) (erhalten)
- Reinbek, auf dem Hammelsberg (1903) (erhalten)
- Rothenburg (Thüringen), Kyffhäuser, neben der gleichnamigen Burgruine (1906) (erhalten)
- Sargenroth, im Hunsrück (1902) (erhalten)
- Stuttgart, auf dem Gähkopf (1904) (1928 zum Wasserturm umfunktioniert, erhalten)
- Viersen, auf dem Hohen Busch (1900–1901) (erhalten)
- Wuppertal, auf dem Hardtberg (1907, erhalten und saniert)
- Zehdenick, Klein-Mutz auf dem Hohen Timpberg (1900) (erhalten)

#### Individuelle Entwürfe
Kreis wurde später auch wiederholt mit dem Entwurf von individuell gestalteten (also nur einmal ausgeführten) Bismarcktürmen beauftragt. Zum Teil sind diese Entwürfe siegreich aus Architekturwettbewerben hervorgegangen.
- 1904: Bismarckturm in Aš (erhalten)
- 1905–1906: Bismarckturm auf der Rothenburg am Kyffhäuser (erhalten)
- 1906–1909: Bismarckturm bei Jena (mit Veränderungen erhalten)
- 1907: Bismarckturm in (Radebeul-)Oberlößnitz, auf dem Spitzhausplateau (erhalten)
- 1907–1908: Bismarckturm auf dem Wachtelberg bei Wurzen (erhalten)
- 1907–1912: Bismarckturm bei Ingelheim am Rhein, auf der Waldeck (erhalten)
- 1910: vier Wettbewerbsentwürfe für ein Bismarck-Nationaldenkmal auf der Elisenhöhe bei Bingerbrück (ein Entwurf angekauft; Projekt nach kontroversen Diskussionen um die prämierten Entwürfe nicht ausgeführt)[26]
- 1910: Bismarckturm bei Hameln, auf der Knabenburg (erhalten)
- 1910–1921: Bismarckturm in Stettin-Gotzlow (erhalten)
- 1912: Bismarckturm in Rosengarten (bei Hamburg-Harburg) (im April 1945 durch die deutsche Wehrmacht gesprengt)

## Schriften
- Zu meinen Skizzen. In: Die Baukunst, „Die Kunst im Deutschen Reich“, Juli 1941, S. 130–146.

## Ehrungen
- 1929 verlieh ihm die Technische Hochschule Dresden die Ehrendoktorwürde (als Dr.-Ing. E.h.).
- Im Jahr 1938 wurde ihm von Adolf Hitler die Goethe-Medaille für Kunst und Wissenschaft verliehen.
- In Düsseldorf und Eltville wurde jeweils eine Straße nach ihm benannt.